# Piece of Me
Piece of Me je druhým singlem americké popové zpěvačky Britney Spears z jejího 5. studiového alba Blackout. Singl vyšel v lednu 2008.

## Videoklip
Video k písničce se natáčelo 27. a 28. listopadu v hollywoodském nočním klubu Social Hollywood a natáčení videa stálo 500 000 $. Režisérem videa je Wayne Isham, který spolupracoval s Britney již dříve na jejím hitu I'm Not a Girl, Not Yet a Woman. Video mělo exkluzivní premiéru 14. prosince na MTV.

## Tvůrci
- Producent: Bloodshy & Avant
- Mixer: Niklas Flyckt
- Klávesy, programování, basa, kytara: Bloodshy & Avant
- Dodatečná kytara: Henrik Jonback
- Dodatečná basa: Klas Ahlund
- Zadní vokály: Robyn

## Umístění ve světě
| Hitparáda (2008) | Umístění |
| ---------------- | -------- |
| Austrálie        | 2        |
| Rakousko         | 6        |
| Belgie           | 36       |
| Brazílie         | 8        |
| Kanada           | 5        |
| Dánsko           | 4        |
| Evropa           | 6        |
| Finsko           | 8        |
| Německo          | 7        |
| Itálie           | 6        |
| Irsko            | 1        |
| Nový Zéland      | 4        |
| Filipíny         | 2        |
| Slovensko        | 10       |
| Švédsko          | 9        |
| Švýcarsko        | 19       |
| Velká Británie   | 2        |
| USA              | 18       |
| Svět             | 6        |
| Česko            | 22       |